# Kurbelschlaufenmotor

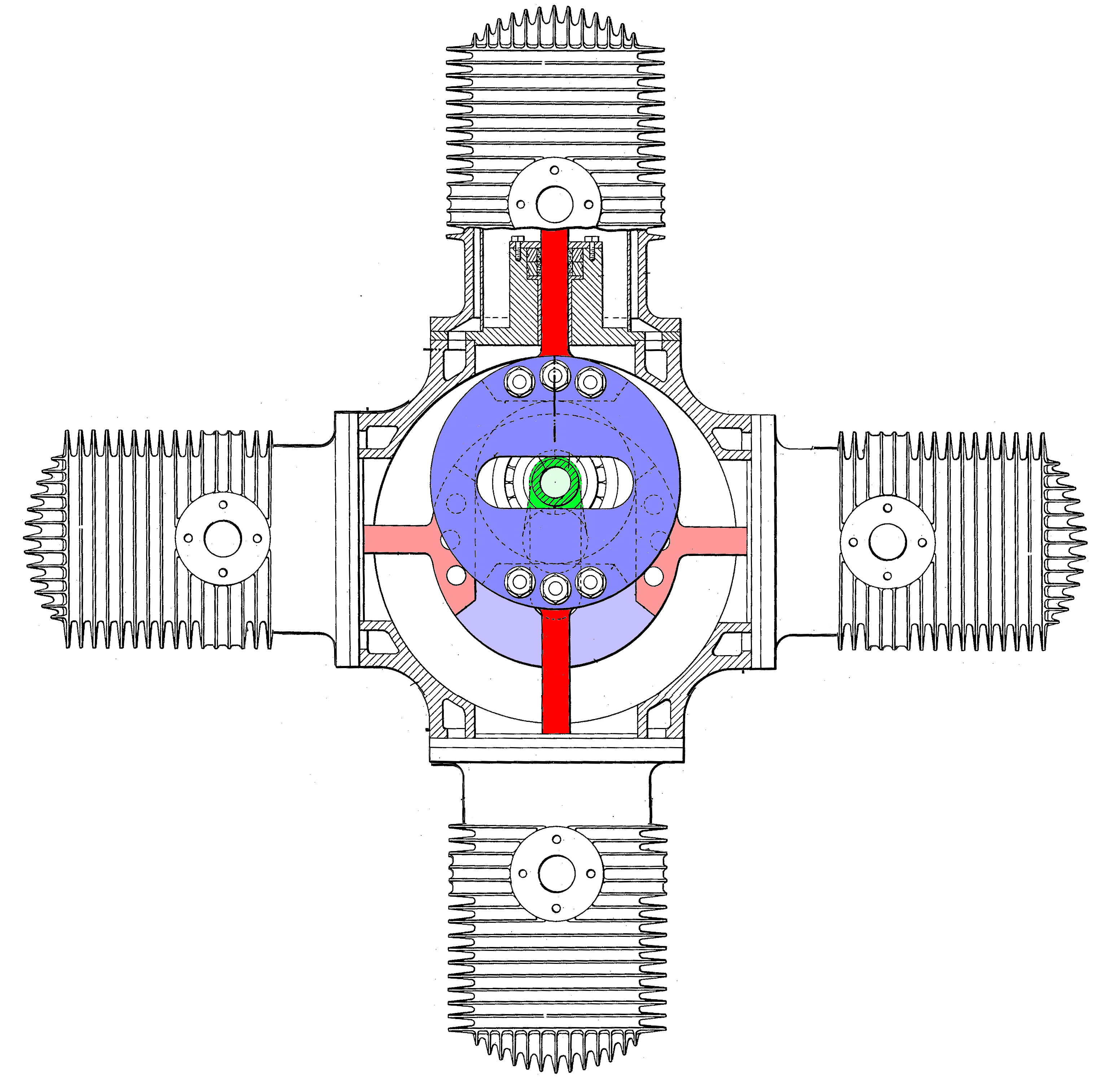
Vierzylinder Kurbelschlaufenmotor nach Russell L. Bourke

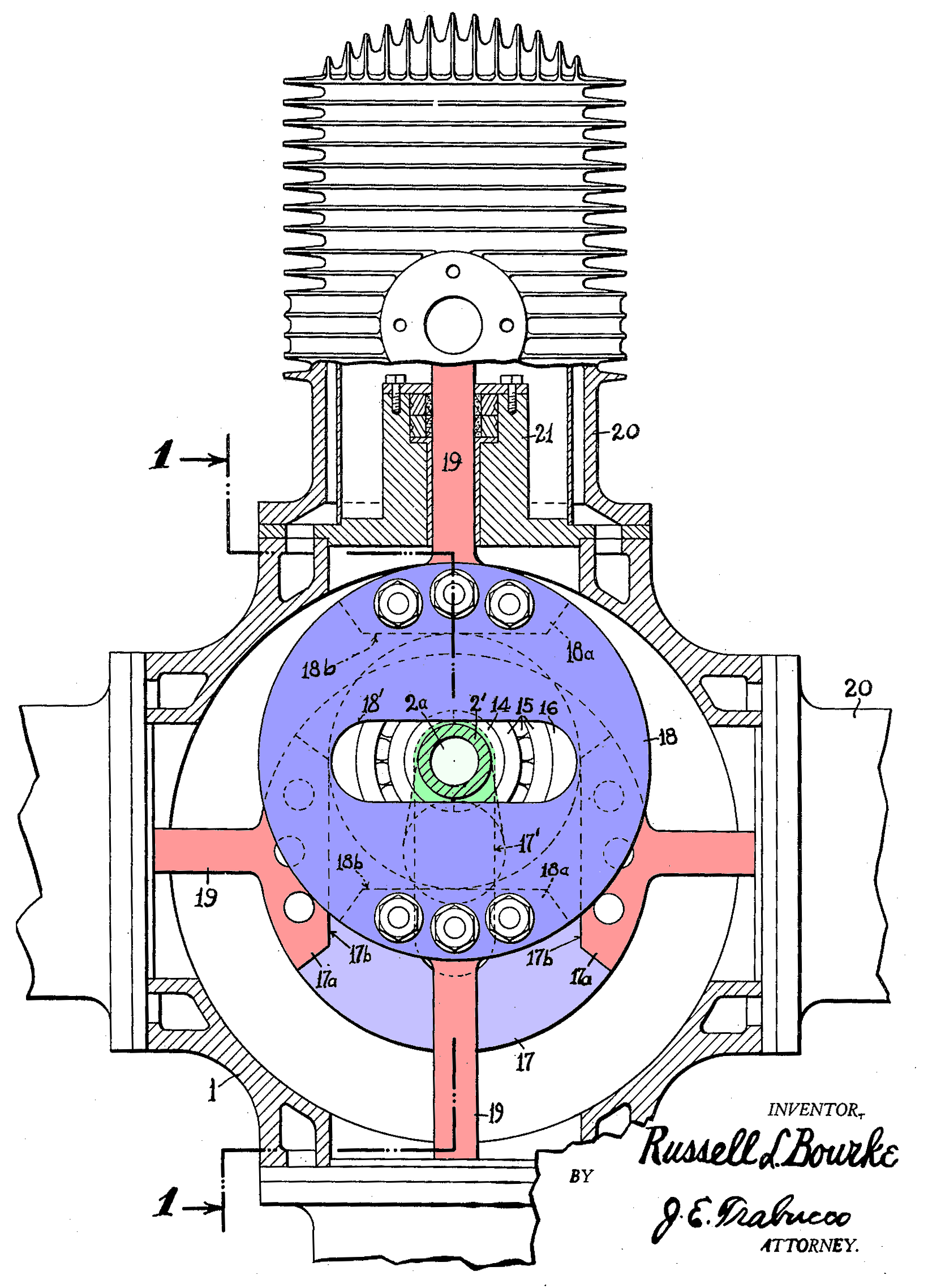
Figure 2 aus Patent US 2172670 A

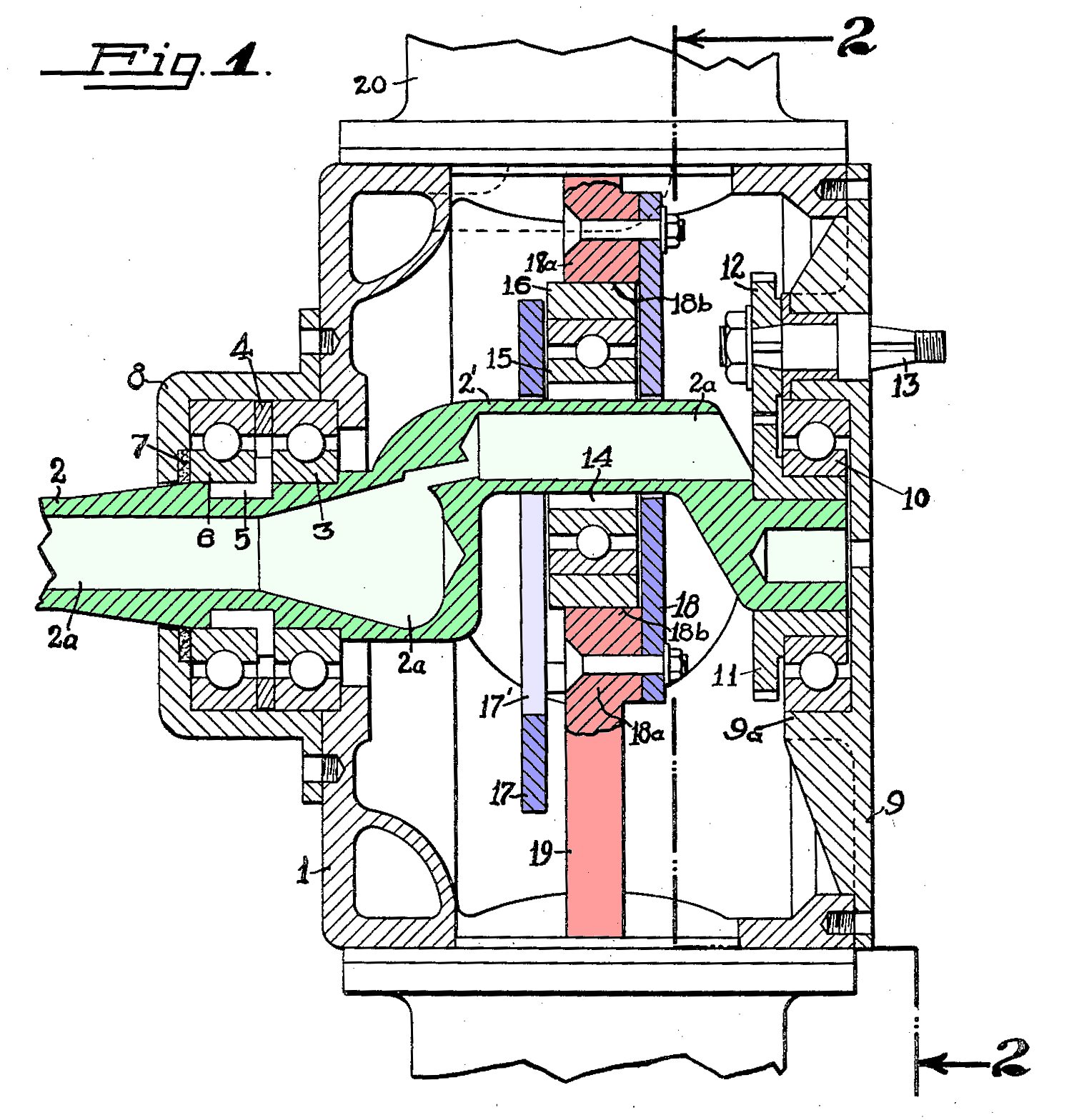
Figure 1 aus Patent US 2172670 A

Animation eines Vierzylinder Kurbelschlaufenmotors

Ein Kurbelschlaufenmotor ist ein Verbrennungsmotor nach dem Prinzip des Scotch-Yoke-Kurbeltriebes.

## Allgemeines
Nach heutigem Wissensstand wurde der erste Motor nach diesem Prinzip im Jahr 1932 von Russell Lyle Bourke zum Patent angemeldet, woraus sich später die Bezeichnung Bourke-Motor (englisch: Bourke engine) entwickelte. Bourkes Bemühungen zielten ursprünglich darauf ab, den Zyklus des Ottomotors zu verbessern.
Weitere, marktübliche Bezeichnungen für diesen Motorentyp sind:
- Scotch-Yoke-Motor nach dem Scotch-Yoke-Prinzip
- Sliderengine von Slider Engine Technologies, ein 90°-Doppelkurbelschlaufenmotor (Patente von 2000 bzw. 2002)

## Bourke-Motor
Im Jahre 1938 meldete Russell Lyle Bourke den Motor in den USA zum Patent an. Weiterentwicklungen wurden im Jahre 1939 in Großbritannien und Frankreich patentiert.
Trotz seines Erfolges bei der Umsetzung seines Designs in verschiedene laufende Motoren hatte Bourke dennoch wenig Glück. Der Ausbruch des Zweiten Weltkriegs, sein schlechter Gesundheitszustand und die „Besserwisser“-Haltung führten gemeinsam dazu, dass sein Motor trotz der behaupteten Vorteile niemals auf dem Markt erschien.
Der Motor befand sich in der Vorproduktion bei der Hudson Motor Car Co. (heute American Motors), wurde aber nicht produziert, da der Zweite Weltkrieg begann. Bis heute, in das 21. Jahrhundert hinein, gibt es verschiedene kleine Gruppen, die die Vorzüge dieses Motordesigns loben.

### Konstruktionsmerkmale
Ein Bourke-Motor hat zwei sich gegenüberliegende Zylinder, deren Kolben starr gekoppelt sind. Jeder Kolben hat eine Kolbenstange, deren Ende sich über eine ebene Lauffläche auf den Außenring eines Wälzlagers auf dem Kurbelzapfen abstützt und mit der gegenüberliegenden Kolbenstange durch eine runde Scheibe verbunden ist. Ein Schlitz in dieser Scheibe dient als Durchlass für die Kurbelwelle. Da es kein seitlich ausgelenktes Pleuel gibt, folgt der Hub über die Zeit einer exakten Sinusfunktion, außer beim Anlagewechsel an den Totpunkten.
Bourke-Motoren unterscheiden sich von Motoren mit herkömmlichen Schubkurbeltrieben:
- Kurbelschlaufe (Scotch-Yoke) statt Pleuel zur Umwandlung der Translationsbewegung in eine Rotationsbewegung:
- Beim Zweizylinder nur drei bewegliche Teile
- Ruhigerer Lauf durch rein sinusförmige Weg/Kurbelwinkel-Funktion (Das üblicherweise bei Verbrennungsmotoren eingesetzte Schubkurbelgetriebe liefert bei endlicher Pleuellänge vergleichsweise geringere Kolbenbeschleunigungen am unteren und höhere am oberen Totpunkt.)
- Bourke-Motoren sind Zweitaktmotoren, mit zwei Zylindern ergeben sich zwei Arbeitstakte pro Umdrehung
- Eine Trennwand dichtet den Zylinder gegen das Kurbelgehäuse ab, deshalb muss dem  Kraftstoff kein Öl beigemischt werden, wie es bei anderen Zweitaktmotoren üblich ist. Die Unterseite des Kolbens  wird wie bei herkömmlichen Zweitaktmotoren als Spülpumpe genutzt, das Blowby mischt sich mit der Ansaugluft.

## Vereinfachtes Funktionsprinzip
Ein Bourke-Motor ist im Prinzip ein Zweitaktmotor, dessen Kolbenbewegung etwas anders verläuft.
Im ersten Takt verdichtet der sich in Richtung Zylinderkopf bewegende Kolben das sich unter dem Druck erhitzende Gemisch; da aber Kolbenkopf und Zylinderwände kalt sind, wird dieses nicht stark genug erhitzt, um sich selbst zu entzünden, obgleich die Selbstentzündung wegen des hohen Kompressionsverhältnisses (mehr als 10:1) nahe ist. Kurz vor dem oberen Totpunkt funkt die Zündkerze und entflammt das Gemisch. Der Kraftstoff verbrennt fast vollständig im Sauerstoff der erhitzten Luft.
Im zweiten Takt bewegt sich der Kolben im Zylinder nach unten, das dem Kolben folgende Gas expandiert und kühlt sich dabei ab. In der Nähe des unteren Totpunktes gibt der Kolben die Spülschlitze im Zylinder frei und damit Zeit zum Ausströmen der Abgase und zur Einspritzung des frischen Gas-Luft-Gemisches.

## Kraftstoffwahl
Die Mischung muss mager genug sein, damit die Kompressionswärme des Gemisches nicht vor Erreichen des oberen Totpunktes zur Selbstentzündung führt. Ist dies nicht der Fall, läuft der Motor gar nicht oder nur sehr rau. Das Kraftstoff-Luft-Gemisch muss sich in der „explosiven“ Zone befinden, d. h., für den Motor muss unbedingt das richtige Mischungsverhältnis vorliegen, damit dieser richtig läuft. Es kann jeder beliebige Kraftstoff, der im richtigen Verhältnis gemischt wird, mit diesem Motor verwendet werden, d. h., der Motor ist zur Verbrennung verschiedener Kraftstoffe fähig.

## Drehmoment und Effizienz
Der maximale Druck auf den Kolben tritt wie bei konventionellen Motoren kurz nach dem Erreichen des oberen Totpunktes auf. Die vollständige Verbrennung des Kraftstoffes ist wichtig für die Effizienz und die geringen Emissionen eines Motors.

## Zyklus
Das Kraftstoff-Luft-Gemisch wird während des Verdichtungshubs hinter dem Kolben angesaugt und beim Arbeitshub wie in einem Verdichter komprimiert. Anschließend strömt es in den Verbrennungsraum vor den Kolben. Die Einspritzung erfolgt zum selben Zeitpunkt mit dem Abgasausstoß, allerdings auf der anderen Seite des Zylinders. Aufgrund der Form des Kolbens erreicht das eingespritzte Gemisch den abgeschrägten Kolbenkopf, was zu einer Verdampfung der Kraftstofftröpfchen führt, die den Kolbenkopf weiter abkühlt und eine Wirbelströmung verursacht, die zur Durchmischung des Kraftstoff-Luft-Gemischs beiträgt.  Der abgeschrägte Kolbenkopf trennt das einströmende Gemisch effektiv von den auszustoßenden Abgasen.

## Scotch-Yoke
Der Kolben ist mit dem „Schottischen Pleuel“ mittels einer „dreifachen Gleitführung“ (einer Art hydrodynamischer Schwenkblockführung) verbunden. Diese Führung absorbiert und glättet die Kraft der Verbrennung und verhindert damit Deformation oder Zerstörung von Motorteilen. Die Führung absorbiert auch sämtliche lateralen Kräfte, was Vibrationen vorbeugt.

## Kompressionsverhältnis
Das Kompressionsverhältnis muss dem zu verbrennenden Kraftstoff angepasst werden. Wenn das Kompressionsverhältnis zu hoch gewählt wird, wird die Drehzahl aufgrund von Klopfen unregelmäßig und schwer kontrollierbar. Durch Anpassen des Kompressionsverhältnisses können sowohl Kraftstoffe mit niedriger als auch mit hoher Oktanzahl verbrannt werden.
Die Kolbenform mit größerem Volumen an der Spitze unterstützt zusätzlich die vollständige Verbrennung.

## Patente für Kurbelschlaufenmotoren
Für Kurbelschlaufenmotoren existieren heute weltweit eine Vielzahl von Patenten. Alleine mit dem Suchbegriff „Scotch Yoke Engine“ lassen sich inzwischen mindestens 45 verschiedene, weltweit verstreute Patente ausfindig machen, die sich mit Scotch-Yoke-Motorentechnik befassen. „Scotch Yoke Motor“ liefert weitere Treffer.
Eine vergleichsweise kleine Auswahl von Patenten zum Thema Kurbelschlaufenmotor findet sich wie auch viele Animationen der verschiedenen Motortypen auf der Website von Slider Engine Technologies, einem australischen Unternehmen, das sich auf Kurbelschlaufenmotoren spezialisiert hat und selbst mehrere Patente zu diesem Thema hält.
Die folgende Patentliste ist alphabetisch nach den Firmennamen geordnet.
- BMW (1996)[7][8]
- Collins Motor Corporation (1997)[9]
- Daimler-Benz AG (1987)[10]
- Fiat (1999)[11]
- Ficht (1985)[12]
- RP&M (1987)[13]
- Saab (1993)[14]
- Slider Engine Technologies[15][16][17]
- Toyota (1996)[18]
- VW (1998)[19]
- US-Patent 4013048[20] aus dem Jahre 1977 nennt Daniel M. Reitz als Erfinder einer „Bourke Type Engine“.
- US-Patent 5315967[21] aus dem Jahr 1994 nennt Harry Schoell[22] als Erfinder eines 4-Zylinder-Kurbelschlaufenmotors, bei dem die 4 Zylinder jeweils um 90° verdreht angeordnet sind.

In den vergangenen 20 bis 25 Jahren wird wieder verstärkt an der Weiterentwicklung dieser Motoren gearbeitet, was sich insbesondere auch an einer Vielzahl von Patenten erkennen lässt, die seither angemeldet wurden.

## Vor- und Nachteile
Das wachsende Interesse der Automobilindustrie an diesen Motoren ist außer umweltpolitischen Ursachen auch auf die Vorteile des Scotch-Yoke-Prinzips gegenüber Kurbelwellen und Pleueln zurückzuführen. Diese sind u. a.:
- Weniger bewegliche Teile
- Leichtgängigkeit
- Bei Motoranwendungen entfallen wegen des Kolbenbolzens weitere Verbindungsstellen
- Großes Drehmoment bei geringer Zylindergröße
- Geringerer Zeitanteil am oberen Totpunkt verbessert die Effizienz des Motors
- Höherer Zeitanteil am unteren Totpunkt verbessert den Ausstoß der Abgase

Nachteile der Kurbelschlaufe sind:
- Schnelle Abnutzung der Bolzenlagerung
- Eine einzelne Kurbelschlaufe kann von selbst keine Rotation erzeugen; es sind mindestens zwei winkelversetzte, achsgekuppelte Schlaufen notwendig.
- Schmierfilmabriss auf der Lagerung der Pleuel-Kurbelwelle wegen der oszillierenden Kinematik kann zur Selbstzerstörung des Motors führen